# 南法信地区
南法信地区是中华人民共和国北京市顺义区下辖的一个地区办事处，同时保留南法信镇名称，其行政事务机构实行“一套人马，两块牌子”的体制，地区办事处与镇政府合署办公。

## 地理
南法信地区位于顺义城区西面，东临仁和地区，西邻高丽营镇、后沙峪地区，南界天竺地区、首都国际机场，北接马坡地区。

## 行政区划
南法信地区下辖以下村级区划单位：
华英园社区、东海洪村、西海洪村、南卷村、三家店村、东杜兰村、西杜兰村、北法信村、焦各庄村、大江洼村、刘家河村、南法信村、十里堡村、马家营村、哨马营村、冯家营村和卸甲营村。